# Rubus armeniacus

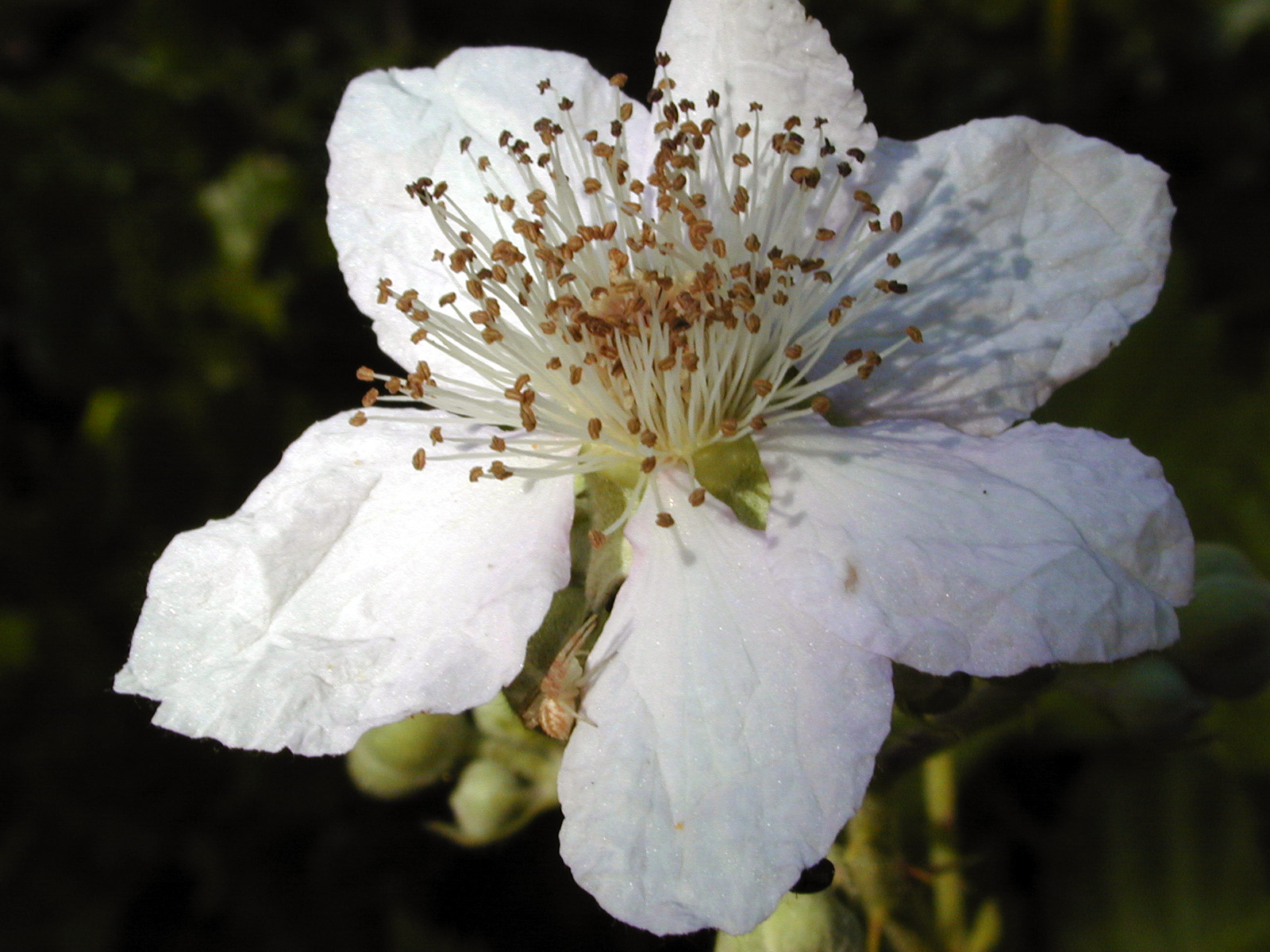
Flor de zarza himalayana en el Área de la Bahía de San Francisco en California Notar la araña en el pétalo inferior.

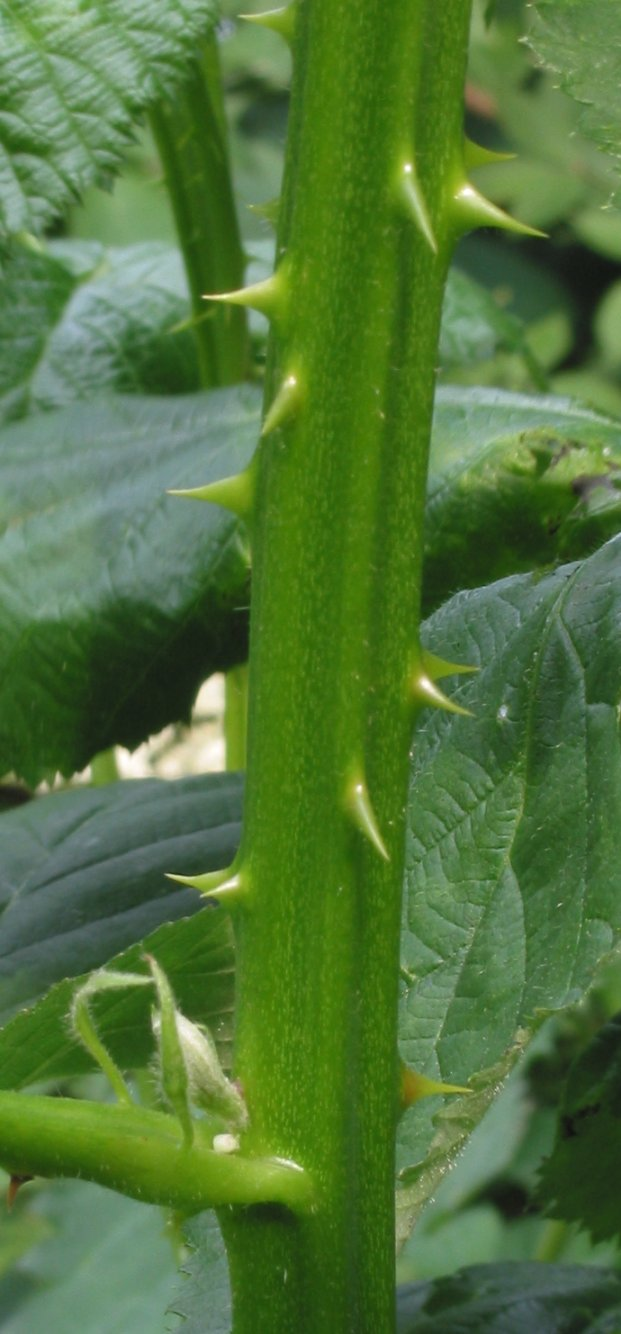
Detalle del tallo

La zarza armeniana, zarza himalayana o Rubus armeniacus es una especie del género Rubus en la familia de las zarzas del grupo Rubus subgénero Rubus serie Discolores (P.J. Müll.) Focke.

## Distribución
Es nativa de Armenia y el norte de Irán con distribución amplia en el resto del mundo. Tanto su nombre científico y origen han sido objeto de mucha confusión, con gran parte de la literatura utilizando uno u otro de los dos sinónimos, y a menudo erróneamente citando su origen como Europa Occidental.

## Descripción
Rubus armeniacus es una planta perenne que lleva tallos bienales ("bastones") desde el sistema de la raíz perenne. En su primer año un nuevo tallo crece vigorosamente en toda su longitud de 4-10 m de longitud, arrastrándose por el suelo o arqueándose hasta 4 m de altura. El tallo es grueso, de hasta 2-3 cm de diámetro en la base, y con tintes de color verde rojizo si se expone a la luz solar brillante. Las hojas en los primeros brotes del año son de 7-20 cm de largo, palmaticompuestas con cinco folíolos. Las flores no se producen en el primer año. En su segundo año, el tallo no crece más, pero produce varios brotes laterales, que llevan hojas pequeñas con tres folíolos (raramente un solo foliolo). Estos foliolos son ovalados agudos, verde oscuro por encima y blanquecino pálido el envés, con un margen dentado, y espinas a lo largo del nervio central en el envés. Las flores se producen a finales de primavera y principios del verano en panículas de 3-20 flores juntas en las puntas de los brotes laterales del segundo año, cada flor mide 2-2,5 cm de diámetro con cinco pétalos rosas, blancos o pálidos.
La fruta en terminología botánica no es una baya, sino una fruta agregada como drupa, de 1.2-2 cm de diámetro, madurando a negro o púrpura oscuro. Los brotes del primer y segundo año son espinosos, con espinas afiladas curvas. Las plantas maduras forman una maraña densa de tallos, las ramas de enraizamiento de la punta nodo cuando llegan al suelo.

## Cultivo
La especie fue introducida a Europa en 1835 y a Australasia y América del Norte en 1885. Fue valorado por ser similar a las zarzamoras comunes pero con un mayor tamaño y gusto más dulce. Éste aspecto la hizo ideal para producción commercial así como el cultivo doméstico. Los cultivares con mayor uso son las variedades "gigante himalayano" y  "Theodore Reimers".

### Invasiva
Rubus armeniacus ha escapado de las áreas de cultivo y se ha convertido en una especie invasiva muy seria a través del mundo en zonas de clima temperado.

## Taxonomía
Rubus armeniacus fue descrita por Wilhelm Olbers Focke y publicado en Abhandlungen herausgegeben vom Naturwissenschaftlichen Vereins zu Bremen 4: 183. 1874.
Etimología
Ver: Rubus
armeniacus: epíteto geográfico que alude a su localización en Armenia.
Sinonimia
- Rubus hedycarpus subsp. armeniacus (Focke) Focke
- Rubus hedycarpus subsp. armeniacus (Focke) Erichsen
- Rubus macrostemon f. armeniacus (Focke) Sprib.[8]